# Щедрин, Константин Фёдорович
Константин Фёдорович Щедрин (21 февраля, 1867—1941) — генерал-лейтенант генерального штаба, участник войны в Китае (1900—1901), Первой мировой войны и Белого движения на Юге России, георгиевский кавалер. Эмигрант.

## Биография

### Первые годы
Константин Щедрин родился 21 февраля 1867 года в православной семье. Образование получил в Тифлисском кадетском корпусе. Окончил третье Александровское военное училище в 1886 году, на военной службе с 30 августа 1886 года. Был выпущен в 73-й пехотный Крымский полк, в 1888 году получил чин подпоручика, в 1891 году поручика. В 1897 году окончил Николаевскую академию генерального штаба по 1-му разряду. Служил обер-офицером для поручений при Омском военном округе, затем при Сибирском. В 1899 году был произведён в капитаны. Участвовал в военных действиях в Китае 1900—1901 гг. В 1901—1903 гг. старший адъютант штаба Приамурского военного округа. С 1901 года подполковник. В 1903—1904 гг. штаб-офицер для особых поручений при командующем войсками Казанского военного округа. В 1904—1905 гг. командующий ротой в 230-м пехотном Ветлужском полку. В 1905—1914 гг. на штабных и командных должностях, начальник штаба 3-й пехотной дивизии, с 1911 года командир 33-го пехотного Елецкого полка.

### Первая мировая война
Вступил в войну, находясь в командовании 33-м Елецким полком. 30 августа 1914 года произведён в генерал-майоры. с 15 апреля по 26 июня 1915 года начальник штаба 18-го армейского корпуса. 23 сентября 1915 года награждён Орденом Святого Георгия 4-й степени за отличия командиром 33-го Елецкого пехотного полка. С 21 февраля 1917 года командовал 164-й пехотной дивизией.

### Белое движение
С 1918 года в Добровольческой армии и ВСЮР. Состоял в резерве чинов при штабе Главнокомандующего ВСЮР (с 4 июля 1918 года не менее чем до 22 января 1919 года). В сентябре-октябре 1918 года председатель комиссии по снабжению. Член особой комиссии (до 05 марта 1919 года). 04 ноября 1919 года на Щедрина возложена вторичная проверка учреждений военного ведомства в Ростове и Таганроге. Член особого присутствия Севастопольского военно-морского суда (с 31 марта 1920 года). С 1920 года генерал-лейтенант. В Русской Армии Врангеля в отделе дежурного генерала штаба Главнокомандующего до эвакуации Крыма в ноябре 1920 года.

### Эмиграция
Эвакуирован в Катарро (Югославия) на судне «Истерн-Виктор». На 1 апреля 1922 года проживал в общежитии № 1 в Константинополе. Далее в эмиграции во Франции, по состоянию на 1 января 1934 года член Общества офицеров Генерального штаба. Умер в 1941 году во Франции.